# Naoya Okane
Naoya Okane (japanisch 岡根 直哉 Okane Naoya; * 19. April 1988 in Kishiwada) ist ein ehemaliger  japanischer Fußballspieler.

## Karriere
Okane erlernte das Fußballspielen in der Schulmannschaft der Hatsushiba Hashimoto High School und der Universitätsmannschaft der Waseda-Universität. Seinen ersten Vertrag unterschrieb er 2011 bei Shimizu S-Pulse. Der Verein spielte in der höchsten Liga des Landes, der J1 League. 2012 wurde er an den Zweitligisten Montedio Yamagata ausgeliehen. Für den Verein absolvierte er acht Ligaspiele. 2013 kehrte er zu Shimizu S-Pulse zurück. 2014 wurde er an den Zweitligisten Tochigi SC ausgeliehen. Für den Verein absolvierte er 26 Ligaspiele. 2015 wechselte er zum Ligakonkurrenten FC Gifu. Für den Verein absolvierte er 65 Ligaspiele. 2017 wechselte er zum Drittligisten SC Sagamihara. Für den Verein absolvierte er 30 Ligaspiele. 2018 wechselte er zum Okinawa SV. Hier stand er sechs Spielzeiten unter Vertrag. 2019, 2020, 2021 und 2022 wurde er mit Okinawa Meister der Kyushu Soccer League. Nach der Saison 2023 beendete er seine Karriere als Fußballspieler.

## Erfolge
Okinawa SV
- Kyushu Soccer League: 2019, 2020, 2021, 2022